# Umpeau
Umpeau é uma comuna francesa na região administrativa do Centro, no departamento Eure-et-Loir. Estende-se por uma área de 11,34 km². Em 2010 a comuna tinha 415 habitantes (densidade: 36,6 hab./km²).